# Нетунс
Нетунс је у етрурској митологији било божанство.

## Култ
У етрурској митологији, Нетунс је био веома важно божанство, које се по важности могло мерити са Тинијом, етрурским Јупитером. Истакнути положај овог божанства је разумљив, јер је представљао пандан Нептуну, а Етрурци су били познати као поморски народ. Међутим, Нетунс је био и божанство појединих градова, попут Ветулоније, који нису имали везе са морем, што указује да је лик овог божанства формиран доста рано, још у староиталској религији, те је добио сложене функције. Његово име се помињало на јетри из Пјаченце, односно на бронзаном моделу овчије јетре из 3. века п. н. е. коришћеном за пророчанске обреде. На овом моделу је исписано Neθ., што би представљало скраћеницу имена овог божанства. Његово име је угравирано и на бронзаном огледалу које се чува у Ватиканском музеју. У поменутом граду, Ветулонији, његов лик се појављује на новчићима, око 215-211. п. н. е., како му морско чудовиште Кето сачињава шешир, са трозупцем и у пратњи два делфина.